# Jorge Mora
Jorge Armando Mora Guzmán est un footballeur mexicain né le 16 janvier 1991 à Guadalajara. Il évolue au poste de milieu de terrain avec les Chivas de Guadalajara.

## Palmarès
- Vainqueur du Championnat de la CONCACAF des moins de 20 ans en 2011 avec l'équipe du Mexique des moins de 20 ans